# François-Régis Bastide
François-Régis Bastide (Biarritz, 1º luglio 1926 – Parigi, 17 aprile 1996) è stato uno scrittore, diplomatico, politico e conduttore radiofonico francese.

## Biografia

### Primi anni
François-Régis Bastide è nato a Biarritz nei Paesi Baschi francesi il 1º luglio 1926 ed ha frequentato la scuola di Bayonne. Nell'ottobre del 1944 entra a far parte della 2e division blindée guidata dal generale Philippe Leclerc de Hauteclocque, combattendo nel corso della fase finale della seconda guerra mondiale.

### Carriera letteraria
Nel 1947 pubblica il suo primo libro, Lettre de Bavière. Ha continuato a pubblicare libri regolarmente, vincendo il Grand Prix de la Critique nel 1953 per il suo saggio biografico Saint-Simon par lui même su Louis de Rouvroy de Saint-Simon e il Prix Femina nel 1956 per il suo romanzo Les Adieux. Nel 1953 Bastide ha iniziato una carriera parallela come editore per la Éditions du Seuil, dove ha lavorato per quasi 30 anni. Bastide ha anche scritto per il teatro (Siegfried 78) e per la televisione (in particolare Le Troisième concerto che ha vinto il Grand Prix de la Télévision nel 1963 e L'éducation sentimentale, un adattamento in mini-serie dell'omonimo romanzo di Gustave Flaubert).
Nel 1981 ha ricevuto il Pierre de Régnier Prize, premio della Académie française per gli obiettivi perseguiti nel corso della carriera.

### Carriera radiofonica
François-Régis Bastide ha iniziato la sua carriera radiofonica dopo la Seconda Guerra Mondiale come ospite della trasmissione "Radio Sarrebruck", sotto il controllo militare francese. A partire dal 1949, ha lavorato per la radio ORTF sia come ospite sia come conduttore. Meglio noto al vasto pubblico francese come il conduttore (insieme a Michel Polac) del popolare talk-show "Le Masque et la Plume". Dal 1955 al 1982 ha condotto una trasmissione (ad oggi ancora attiva sulla radio France inter) sui temi del cinema, della letteratura e del teatro.

### Carriera politica
Nel corso della sua vita Bastide è sempre stato, in qualche modo, impegnato in politica. È stato presidente della sezione dei produttori e presentatori radiofonici del sindacato CFDT. Era vicino al partito socialista, divenendo tra le sue file consigliere comunale a Biarritz nel 1977 e delegato nazionale nel 1978.
Ha iniziato la carriera diplomatica dopo le elezioni presidenziali del 1981, con l'elezione di François Mitterrand, divenendo successivamente nominato ambasciatore in Danimarca(1982-85), in Austria (1985-1988) e delegato permanente presso l'UNESCO (1988-1990).

## Opere

### Romanzi e novelle
- Lettre de Bavière, 1947
- La Troisième Personne, 1948
- La Jeune Fille et la mort, 1950
- La Lumière et le fouet, 1951
- Les Adieux, Prix Femina 1956
- Flora d'Amsterdam, 1957
- La Vie rêvée, 1962
- La Palmeraie, 1967
- La Forêt noire
- La Fantaisie du voyageur, 1976
- L'Enchanteur et nous, 1981
- L'Homme au désir d'amour lointain, 1994

### Saggi
- Saint-Simon par lui-même, 1953 (biografia di Louis de Rouvroy duc de Saint-Simon)
- Suède, 1954
- Zodiaque, secrets et sortilèges, 1964

### Teatro
- Siegfried 78, 1979

### Libri per bambini
- Joachim Quelque Chose, illustrazioni di Monica Bastide, 1959
- Alexis dans la Forêt-Foly, illustrazioni di Monica Bastide, 1970